# Joods-Romeinse oorlogen
De Joods-Romeinse oorlogen vonden plaats tussen 66 en 135 n.Chr. in Judea.
De Joods-Romeinse oorlogen omvatten :
- Joodse Oorlog (66–73) — ook Eerste Joodse Opstand of Grote Joodse Opstand genoemd, eindigt met de val van Massada (73)
- Kitosoorlog (115–117)
- Bar Kochba-opstand (132–135)

Na de oorlogen verbood Hadrianus alles wat met het joodse geloof te maken had. De sabbat en besnijdenissen werden verboden en hij doodde een groot aantal Joodse geleerden. Ook werden religieuze boekrollen op de Tempelberg verbrand. Daar kwamen ook twee standbeelden te staan, een van hemzelf en een van Jupiter. Het land kreeg de nieuwe naam Syria Palaestina. Jeruzalem kreeg definitief de nieuwe naam Aelia Capitolina en het werd Joden verboden op straffe van de dood de stad te betreden. Vanaf dan spreekt men van de Joodse diaspora.

## Eerdere conflicten
Er waren eerder ook al kleinschalige conflicten tussen (vermeende) Joodse opstandelingen en de Romeinse autoriteiten.
- Simon van Peraea, een slaaf van koning Herodes de Grote, riep zich na diens dood in 4 v.Chr. uit tot koning en zette Herodes' Winterpaleis bij Jericho in brand. Hij werd verslagen en gedood door herodiaanse en Romeinse troepen.[1]
- Judas de Galileeër, die de oprichter van de zelotensekte zou zijn geweest, kwam in 6 n.Chr. in opstand tegen de volkstelling van Quirinius, maar werd verslagen.
- Aan het begin van het gouverneurschap van Pontius Pilatus (r. 26–36) was er een geweldloos protest van Joden in Caesarea tegen het feit dat Pilatus banieren van de keizer in Jeruzalem had geplaatst.[2] Na een confrontatie van 5 dagen besloot Pilatus de demonstranten niet te doden, maar de keizerlijke banieren te verwijderen.[3]:15:35
- Barabbas had volgens Marcus 15:7 en Lucas 23:18–19,25 met andere opstandelingen een oproer ontketend in Jeruzalem en daarbij moord gepleegd, maar ze werden opgepakt en tijdens het proces tegen Jezus (circa 30 n.Chr.) zaten ze nog steeds gevangen.
- Rond 30 n.Chr. werd de profeet Jezus van Nazareth ter dood veroordeeld middels kruisiging op verdenking van verzet tegen de Romeinse autoriteiten, met name de beschuldiging dat hij de (toekomstige) koning van de Joden zou zijn of wilde worden.[4]
- In 38 n.Chr. vonden er in Alexandrië anti-Joodse rellen plaats.
- De profeet Theudas[5] met ongeveer 400 volgelingen werd door Romeinse soldaten van procurator Cuspius Fadus (r. 44–46) bij de Jordaanrivier aangevallen en gedood om een potentiële anti-Romeinse opstand te voorkomen.
- In 46–48 ontketenden Jacob en Simon een anti-Romeinse opstand in Galilea, die werd neergeslagen door Romeins gouverneur Tiberius Julius Alexander.
- Tijdens het gouverneurschap van Ventidius Cumanus (r. 48–52) vond er volgens Flavius Josephus een incident plaats tijdens een Pesachfeest, waarbij een Romeinse soldaat op de portiek van de Tweede Tempel van Jeruzalem zijn blote kont liet zien aan de Joodse feestvierders beneden, die ernstig beledigd waren en stenen begonnen te gooien naar de Romeinse soldaten. Cumanus stuurde versterkingen om met geweld de orde te herstellen; in het gevecht dat volgde ontstond er grote paniek onder de Joodse feestvierders, die in hun haast om te vluchten massaal elkaar verpletterden. Volgens Josephus zouden er 20.000 Joodse feestvierders zijn omgekomen, hoewel moderne historici denken dat hij dat aantal misschien heeft overdreven.[3]:13:57
- Flavius Josephus vermeldt in De Joodse oorlog Boek II ene 'valse Egyptische profeet' die met 30.000 troepen een poging waagde om vanaf de Olijfberg Jeruzalem aan te vallen en veroveren, maar de Romeinse gouverneur Antonius Felix (r. 52–60) sloeg die opstand hardhandig neer.[5][6]